# Streblosa chlamydantha
Streblosa chlamydantha är en måreväxtart som beskrevs av Cornelis Eliza Bertus Bremekamp. Streblosa chlamydantha ingår i släktet Streblosa och familjen måreväxter. Inga underarter finns listade i Catalogue of Life.